# Christine D'Haen
Christine D'Haen (Gante, 25 de octubre de 1923 - Brujas, 3 de septiembre de 2009, fue una poeta belga que escribía en neerlandés y considerada como la poeta más importante de la posguerra en Flandes. En 1992 fue la primera mujer que recibió el prestigioso galardón trienal Premio de las Letras neerlandesas.
Además de su faceta como escritora, entre 1970 y 1982 trabajó como archivista de los documentos del poeta Guido Gezelle (1830-1899) conservados en el museo de Brujas, autor del cual escribió una biografía poética. Tradujo al inglés obras de Hugo Claus y Gezelle. El ayuntamiento de Brujas le dedicó un calle, el Christine D'haenstraat a la izquierda del canal Damse Vaart.

## Obres destacadas
- Gedichten (1951), Premi Arkprijs de la Paraula Lliure
- De wonde in 't hert (1988), biografía poética del poeta Guido Gezelle (1830-1899)
- Mirages (1989), poesía